# Подгора (Дубровачко приморје)
Подгора је насељено место у саставу општине Дубровачко приморје, Дубровачко-неретванска жупанија, Република Хрватска.
Сеоске куће су раштркане, а у засеоку званом Михољ крст се налази црква са гробљем. Михољ крст је и место битке из 1806. одакле су Приморци (према народној предаји најистакнутији у борби су били Павлине и Гуњине) потерали црногорску војску према ували Будими у Банићима где су се налазили руски бродови адмирала Сењавина.

## Историја
До територијалне реорганизације у Хрватској налазила се у саставу старе општине Дубровник.

## Становништво
На попису становништва 2011. године, Подгора је имала 19 становника.
| Број становника по пописима | Број становника по пописима | Број становника по пописима | Број становника по пописима | Број становника по пописима | Број становника по пописима | Број становника по пописима | Број становника по пописима | Број становника по пописима | Број становника по пописима | Број становника по пописима | Број становника по пописима | Број становника по пописима | Број становника по пописима | Број становника по пописима | Број становника по пописима |
| --------------------------- | --------------------------- | --------------------------- | --------------------------- | --------------------------- | --------------------------- | --------------------------- | --------------------------- | --------------------------- | --------------------------- | --------------------------- | --------------------------- | --------------------------- | --------------------------- | --------------------------- | --------------------------- |
| 1857                        | 1869                        | 1880                        | 1890                        | 1900                        | 1910                        | 1921                        | 1931                        | 1948                        | 1953                        | 1961                        | 1971                        | 1981                        | 1991                        | 2001                        | 2011                        |
| 0                           | 0                           | 58                          | 61                          | 61                          | 77                          | 85                          | 80                          | 78                          | 72                          | 71                          | 72                          | 55                          | 33                          | 33                          | 19                          |

Напомена: У 1857. и 1869. подаци су садржани у насељу Лисац.

### Попис1991.
На попису становништва 1991. године, насељено место Подгора је имало 33 становника, следећег националног састава:
| Попис 1991.‍ | Попис 1991.‍ | Попис 1991.‍ | Попис 1991.‍ | Попис 1991.‍ |
| ----------- | ----------- | ----------- | ----------- | ----------- |
|             |             |             |             |             |
| Хрвати      | Хрвати      |             | 33          | 100%        |
| укупно: 33  |             |             |             |             |